# ماري-كريستين بارو
ماري-كريستين بارو (بالفرنسية: Marie-Christine Barrault)‏ هي ممثلة فرنسية، ولدت في 21 مارس 1944 بباريس في فرنسا.

## ترشيحات
- جائزة الأوسكار لأفضل ممثلة (1976)

## وصلات خارجية
- ماري-كريستين بارو على موقع IMDb (الإنجليزية)
- ماري-كريستين بارو على موقع ألو سيني (الفرنسية)
- ماري-كريستين بارو على موقع ميوزك برينز (الإنجليزية)
- ماري-كريستين بارو على موقع تيرنر كلاسيك موفيز (الإنجليزية)
- ماري-كريستين بارو على موقع أول موفي (الإنجليزية)
- ماري-كريستين بارو على موقع قاعدة بيانات الأفلام السويدية (السويدية)
- ماري-كريستين بارو على موقع إن إن دي بي (الإنجليزية)
- ماري-كريستين بارو على موقع ديسكوغز (الإنجليزية)
- ماري-كريستين بارو على موقع قاعدة بيانات الفيلم (الإنجليزية)
- ماري-كريستين بارو على موقع كينوبويسك (الروسية)